# Мэшрэп
Мэшрэп или мешреб; тамаша (уйг. مەشرەپ / мәшрәп / meshrep‎ от араб. مشرب‎ машраб) — общинная структура уйгуров, изначально представляла собой собрание членов мужского союза оттуз огул для решения проблем локальной общины — махалля. В настоящее время — чаще неформальные встречи мужчин для совместного общения и времяпрепровождения. Имеется определённый ритуал проведения мэшрэпа, который детально разрабатывается.
В настоящее время на этнической родине уйгуров  в Восточном Туркестане (СУАР) мэшрэпы официально запрещены китайскими властями, считающими, что мэшрэп может представлять угрозу китайской власти в регионе.